# Schildersbuurt (Groningen)
De Schildersbuurt is een buurt in de stad Groningen. De buurt is een beschermd stadsgezicht.

## Geografie
De buurt ligt direct westelijk van de binnenstad. In het westen, noorden en oosten wordt de Schildersbuurt afgebakend door respectievelijk de Friesestraatweg van Groningen, het Reitdiep en de Westersingel. De zuidgrens is niet eenduidig vastgelegd: soms wordt deze getrokken bij het Hoendiep en de Aweg, maar soms wordt ook de subbuurt Tussen de Kaden erin getrokken, waardoor de zuidgrens bij het Hoendiep (Eendrachtskade) en de Westerhaven wordt gelegd. In het noorden grenst de wijk aan de Oranjebuurt en het Noorderplantsoen, in het oosten aan de Binnenstad (A-poort), in het zuiden aan de Zeeheldenbuurt en in het westen aan de buurt Kostverloren.

## Geschiedenis
De bouw van de wijk begon na het slechten van de vestingwallen van Groningen als uitvloeisel van de Vestingwet van 1874. Het grootste deel van de huizen is in het begin van de 20e eeuw gebouwd. De straten zijn bijna allemaal vernoemd naar bekende Groningse schilders, zoals Taco Mesdag, Herman Collenius en Jozef Israëls. Hoewel hij een groot deel van zijn leven in een ander deel van Nederland doorbracht, behoort ook Hendrik Willem Mesdag tot dit illustere gezelschap. De Kraneweg (oost-west) is de hoofdverkeersader van de wijk.
Veel van de oude woningen in de Schildersbuurt zijn tegenwoordig studentenhuizen. Ook zijn er een aantal studentenvoorzieningen, waaronder het studentenpastoraat.

## Bezienswaardigheden
- Mineralogisch-Geologisch Instituut, ook wel Het Kasteel, (Van Lokhorst, 1901)
- Natuurkundig Laboratorium of Physisch Laboratorium der Rijks Universiteit (Van Lokhorst, 1902)
- Watertoren (Mulock Houwer, 1912)

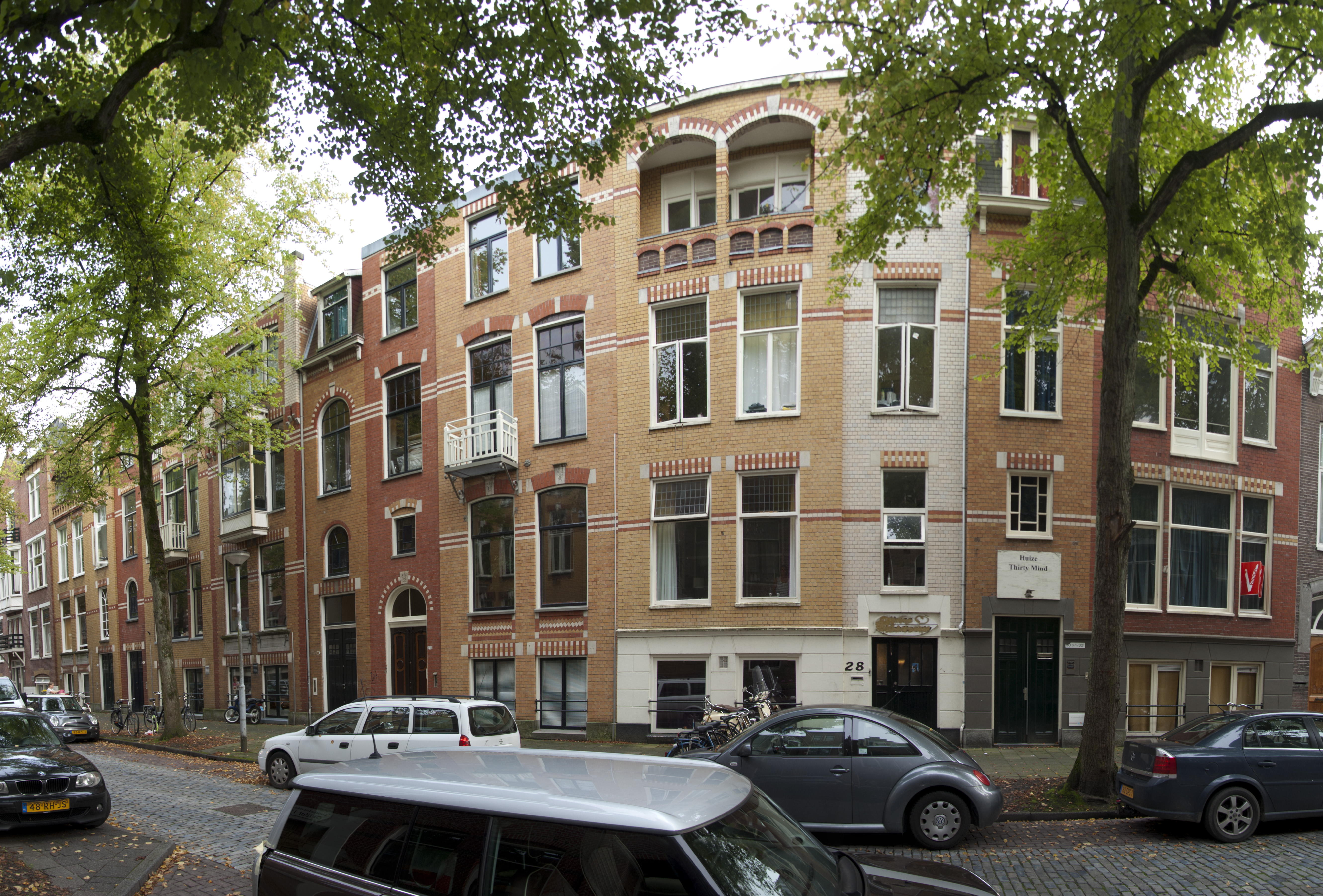
Herenhuizen in de H.W. Mesdagstraat, typerend voor de buurt
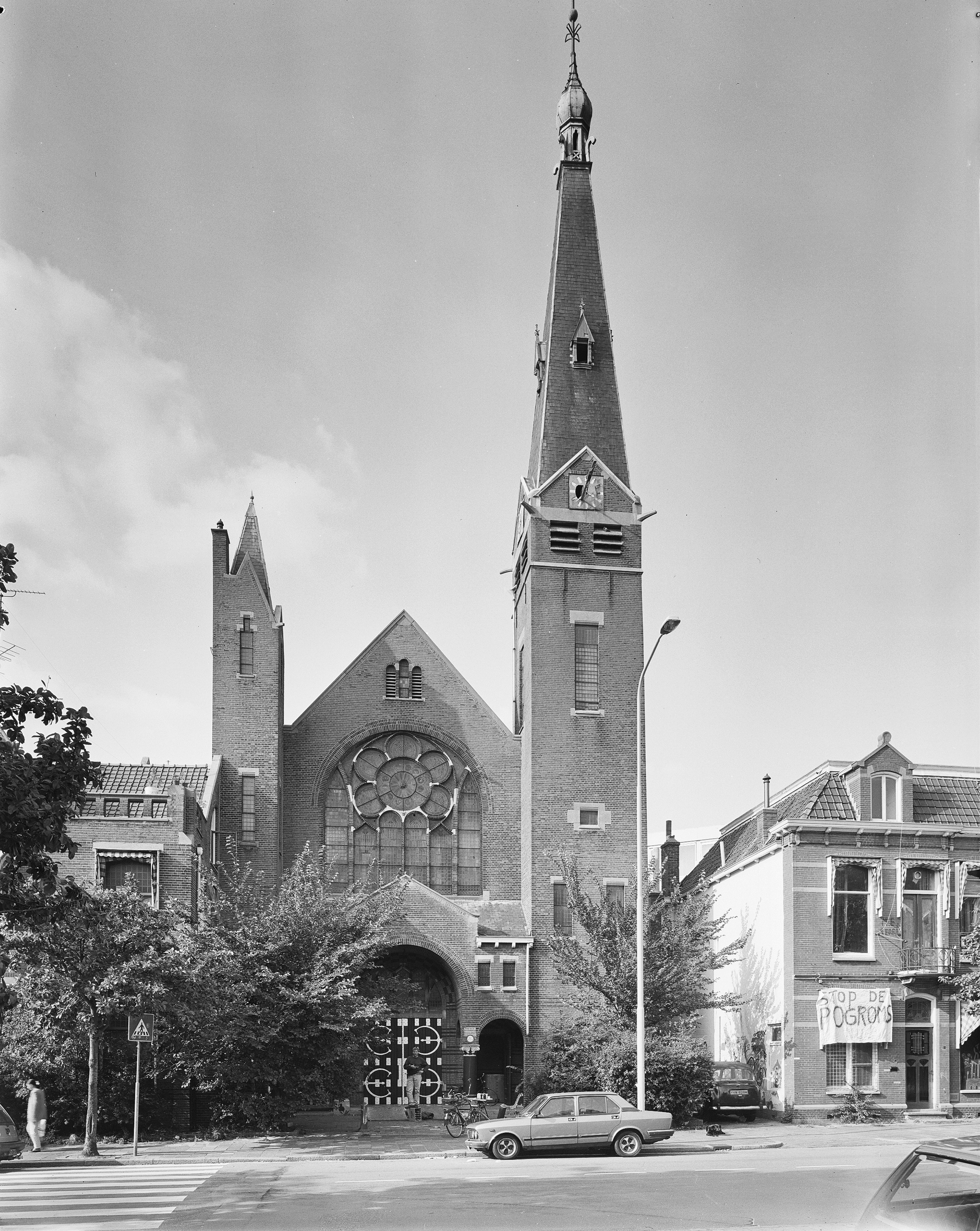
De gereformeerde Westerkerk van Tjeerd Kuipers uit 1906 aan de Kraneweg 3 in 1992 (zijaanzicht). Afgebroken in 1995.

1. ↑  Inclusief het A-kwartier, Academiekwartier, Bisschopskwartier en Ebbingekluft
2. ↑  Inclusief Ruskenveen
3. ↑  Euvelgunne en Roodehaan zijn onderdeel van de MEER-dorpen, maar vallen onder de wijk Zuidoost
4. ↑  Inclusief de subbuurten De Wierden (waaronder het bouwblok Heemwerd), Rietlanden en Reitdiephaven
5. ↑  Voorheen Korrewegwijk genoemd
6. ↑  Voorheen Korrewegbuurt genoemd